# Callisto elegantella
Callisto elegantella är en fjärilsart som beskrevs av Kuznetzov 1979. Callisto elegantella ingår i släktet Callisto och familjen styltmalar. Inga underarter finns listade i Catalogue of Life.